# Heterotheca
Heterotheca,  es un miembro de la familia Asteraceae. Comprende 77 especies descritas y solo 25 aceptadas.

## Descripción
Son hierbas anuales o perennes, generalmente con raíces primarias, a veces con rizomas, la base del vástago a veces algo leñosa. Tallos 1 a varios, erectos o ascendentes, con generalmente varios a numerosos ramas ascendentes por encima del punto medio, a veces sólo unos pocos-ramificados hacia la punta. Hojas basales a menudo marchitas o ausentes en el tiempo de floración, la hoja es estrecha a ampliamente oblanceolada, cónica en la base con un pecíolo alado, los márgenes enteros, ligeramente ondulados o dentados de diversas maneras. Hojas del tallo ligeramente a moderadamente reducido hacia la punta de la raíz, sésiles, estrechamente oblanceoladas  a oblongo-lanceoladas, oblongo-ovadas, los márgenes enteros o dentados diversamente, las superficies y especialmente los márgenes de moderada a densamente pilosas, a veces también glandular. Inflorescencias de cabezuelas solitarias en las puntas de las ramas o de grupos pequeños, sueltos, a veces aparecen paniculadas. Involucro 4-10 mm de largo, en forma de copa o ligeramente en forma de campana. Brácteas involucrales en 3-6 series desiguales. Rayos florales 10-35 (ausente en otras partes), pistiladas, la corola de 4-15 mm de largo, de color amarillo. Disco floretes 15-65, perfecto, la corola 3-9 mm de largo, de color amarillo. Frutas 1.2-4.0 mm de largo.

## Taxonomía
El género fue descrito por Alexandre Henri Gabriel de Cassini y publicado en Bull. Sci. Soc. Philom. Paris 1817: 137. 1817. La especie tipo es: Heterotheca lamarckii Cass. 

## Especies seleccionadas
A continuación se brinda un listado de las especies del género Heterotheca aceptadas hasta junio de 2011, ordenadas alfabéticamente. Para cada una se indica el nombre binomial seguido del autor, abreviado según las convenciones y usos.
- Heterotheca barbata (Rydb.) Semple
- Heterotheca brandegei (B.L.Rob. & Greenm.) Semple
- Heterotheca camporum (Greene) Shinners
- Heterotheca canescens (DC.) Shinners
- Heterotheca fastigiata (Greene) V.L.Harms
- Heterotheca fulcrata (Greene) Shinners
- Heterotheca grandiflora Nutt.
- Heterotheca gypsophila B.L.Turner
- Heterotheca inuloides Cass.
- Heterotheca jonesii (S.F.Blake) S.L.Welsh & N.D.Atwood
- Heterotheca leptoglossa DC.
- Heterotheca marginata Semple
- Heterotheca mexicana V.L.Harms ex B.L.Turner
- Heterotheca monarchensis "D.A.York, Shevock & Semple"
- Heterotheca mucronata V.L.Harms ex B.L.Turner
- Heterotheca oregona (Nutt.) Shinners
- Heterotheca pumila (Greene) Semple
- Heterotheca rutteri (Rothr.) Shinners
- Heterotheca sessiliflora (Nutt.) Shinners
- Heterotheca shevockii (Semple) Semple
- Heterotheca stenophylla (A.Gray) Shinners
- Heterotheca subaxillaris (Lam.) Britton & Rusby
- Heterotheca villosa (Pursh) Shinners
- Heterotheca viscida (A.Gray) V.L.Harms
- Heterotheca zionensis Semple